# Antonio Joseph
Antonio Joseph (ur. 8 września 1996 w Vieux Fort) – piłkarz z Saint Lucia grający na pozycji pomocnika, reprezentant kraju, zawodnik Grenades F.C. z Antiguy i Barbudy.

## Kariera klubowa
Antonio Joseph jest wychowankiem Platinum FC Vieux Fort. W sezonie 2015/2016 występował w klubie z Trynidadu i Tobago Morvant Caledonia United. W 2016 roku powrócił do Saint Lucia i grał w rodzimych klubach. Od 2019 roku jest zawodnikiem klubu z Antiguy i Barbudy – Grenades F.C.

## Kariera reprezentacyjna
Antonio Joseph zadebiutował w kadrze 28 czerwca 2017 roku w wygranym 2:1 towarzyskim meczu z reprezentacją Saint Vincent i Grenadyn. Na dzień 08.11.2020 stan jego występów to 8 meczów i 1 gol.

## Bramki w reprezentacji
| Nr | Data              | Obiekt                                      | Przeciwnik | Bramka na | Rezultat | Zawody                          |
| -- | ----------------- | ------------------------------------------- | ---------- | --------- | -------- | ------------------------------- |
| 1. | 16 listopada 2019 | Beausejour Stadium, Gros Islet, Saint Lucia | Dominikana | 1–0       | 1:0      | Liga Narodów CONCACAF 2019/2020 |